# Joseph Sangval Surasarang
Joseph Sangval Surasarang (Thai: ยอแซฟ สังวาลย์ ศุระศรางค์, Aussprache: [jɔːsɛ̀p sǎŋwaːn sùrásǎːŋ]; * 25. August 1935 in Tambon Nakhok, Provinz Ayutthaya, Zentralthailand; † 10. Februar 2022) war ein thailändischer Geistlicher und römisch-katholischer Bischof von Chiang Mai.

## Leben
Joseph Sangval Surasarang studierte von 1956 bis 1963 am Pontificio Collegio Urbano de Propaganda Fide in Rom und empfing durch Kurienkardinal Krikor Bedros XV. Agagianian am 22. Dezember 1962 in Rom die Priesterweihe. Er war Abt des Klosters St. Teresa Nong Chok (1970–1971), Abt des Maephon Prajak Tempels in Lourdes, Hip-Hawk (1070–1971), Abt des Klosters Santa Cruz, Gudichin (1971–1973), Abt von St. Francis Xavier Samsen (1976–1979) sowie Abt der Himmelfahrtskathedrale in Bangkok (1979–1983).
Papst Johannes Paul II. ernannte ihn am 17. Oktober 1986 zum Bischof von Chiang Mai und spendete ihm am 6. Januar 1987 im Petersdom die Bischofsweihe; Mitkonsekratoren waren die Kurienerzbischöfe Eduardo Martínez Somalo und José Tomás Sánchez.
Am 10. Februar 2009 nahm Papst Benedikt XVI. sein Rücktrittsgesuch an. Er starb am 10. Februar 2022, auf den Tag genau 13 Jahre nach seiner Emeritierung.